# Joseph Musch
Joseph Musch (12 oktober 1893 – 25 september 1971) was een Belgisch voetballer die speelde als middenvelder of als verdediger. Hij voetbalde in Eerste klasse bij Union Sint-Gillis en speelde 24 interlands met het Belgisch voetbalelftal waarmee hij in 1920 olympisch kampioen werd.

## Loopbaan
Musch sloot zich als jeugdspeler aan bij Ukkel Sport, de ploeg van zijn geboorteplaats, en werd in 1908 aangetrokken door Union Sint-Gillis. Hij debuteerde in 1909 op 16-jarige leeftijd als middenvelder in het eerste elftal van de ploeg en verwierf er al dadelijk een basisplaats. Met Union werd Musch driemaal landskampioen (1910, 1913 en 1923) en won hij tweemaal de Beker van België (1913 en 1914). Hij bleef er voetballen tot in 1928 toen hij een punt zetten achter zijn spelerscarrière op het hoogste niveau. Musch speelde in totaal 258 wedstrijden in Eerste klasse en scoorde hierbij 113 doelpunten.
Begin 1911 debuteerde Musch op 17-jarige leeftijd in het Belgisch voetbalelftal. Hij is daarmee een van de jongste spelers die ooit voor de Rode Duivels gespeeld hebben. In totaal speelde hij 24 wedstrijden in de nationale ploeg en scoorde hij hierbij drie doelpunten. In de nationale ploeg had Musch een meer verdedigende functie dan in clubverband.
Musch nam deel aan de Olympische Zomerspelen 1920 in Antwerpen. Hij was aanvoerder van de ploeg die olympisch kampioen werd en speelde er alle drie de wedstrijden. Musch was eveneens geselecteerd voor de Olympische Zomerspelen 1924 in Parijs maar speelde er uiteindelijk geen enkele wedstrijd.